# Stollenanlage im Kohnstein
Koordinaten: 51° 32′ 25,6″ N, 10° 44′ 6,5″ O
Die Stollenanlage im Kohnstein ist ein weitläufiges unterirdisches Bauwerk im Bereich des 334,9 m hohen Kohnsteins in der Montanregion Harz bei Nordhausen im Landkreis Nordhausen in Thüringen, das während des Zweiten Weltkrieges durch KZ-Häftlinge erheblich ausgebaut und als „Mittelwerk“ zur Produktion von Rüstungsgütern verwendet wurde. Für die Gefangenen entstand am Südhang des Kohnsteins das Konzentrationslager „Dora“ als größter Einzelstandort sowie Sitz der Kommandantur des im Herbst 1944 neu organisierten „KZ Mittelbau“. Teile der Stollenanlage sind über die KZ-Gedenkstätte Mittelbau-Dora zugänglich.

## Beschreibung

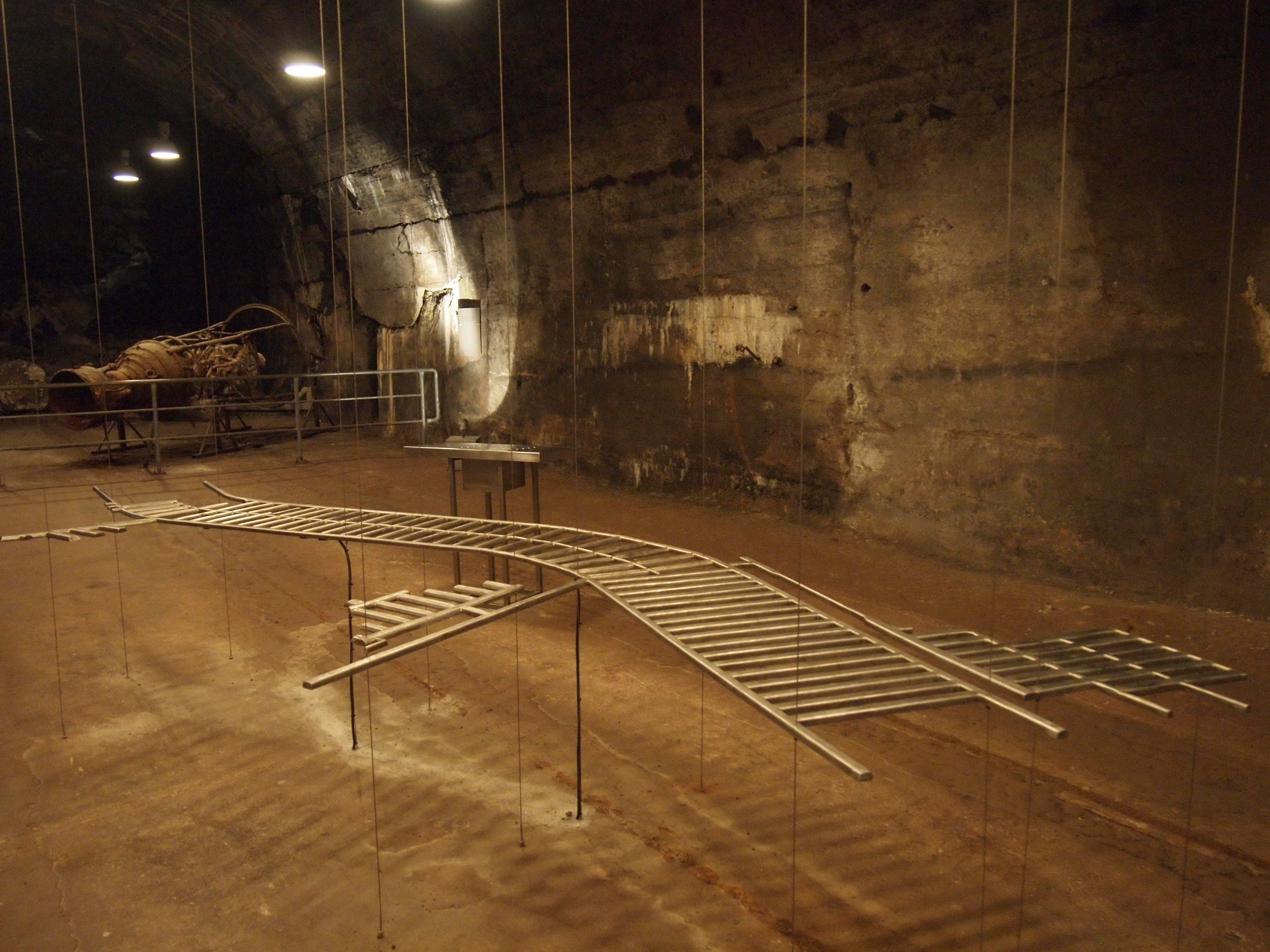
Gesamtmodell der Stollenanlage im Kohnstein, ausgestellt im Fahrstollen A

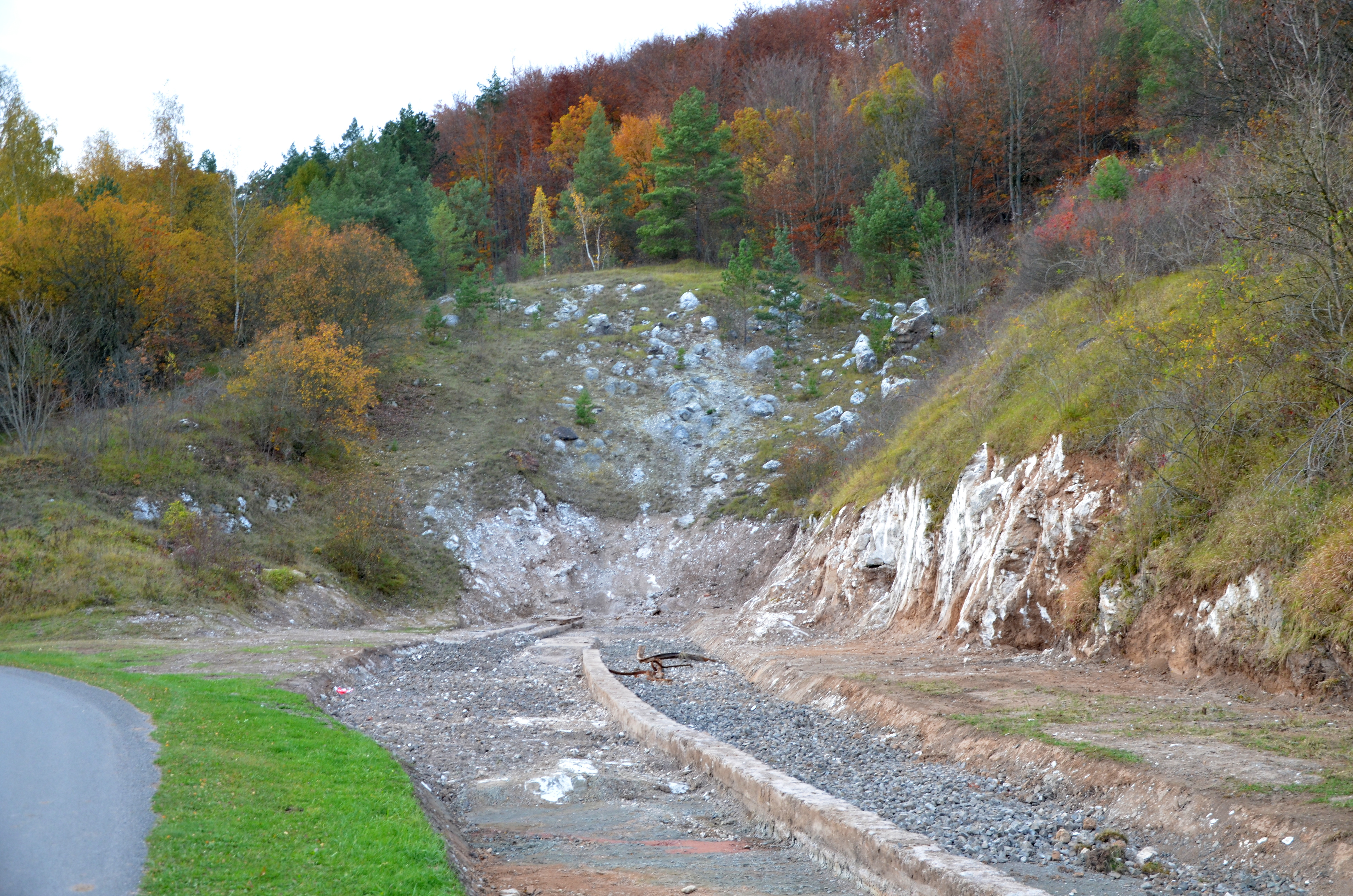
1947 gesprengte einstige Einfahrt in den Fahrstollen A mit Gleisresten

Die Stollenanlage im Kohnstein besteht aus zwei Hauptstollen (dem Fahrstollen A sowie dem davon westlich gelegenen Fahrstollen B, die technisch gesehen Tunnel darstellen, obwohl sie als Stollen bezeichnet werden), die in etwa in Nord-Süd-Richtung mit leichter S-Form in etwa 200 Metern Entfernung parallel zueinander durch den Berg getrieben wurden. Die Anlage war also von der Nordseite wie von der Südseite her mit je zwei Mundlöchern aufgefahren. Die beiden Hauptstollen waren jeweils etwa 1,8 Kilometer lang und hatten eine Höhe von etwa 30 Metern. Sie sind durch 42 Querschläge miteinander verbunden, außerdem verläuft in Nord-Süd-Richtung eine kleinere Versorgungsstrecke in der Mitte zwischen den beiden Hauptstollen. Weitere Strecken befinden sich am Fahrstollen A in dessen südlichem Bereich.
Die beiden Hauptstollen konnten sowohl von Lastkraftwagen als auch Zügen befahren werden. Dazu waren in ihnen Gleise verlegt, um die für die Produktion im „Mittelwerk“ benötigten Teile in den Berg hinein- sowie die fertiggestellten Raketen hinauszutransportieren. Über einen eigenen Gleisanschluss war das Stollensystem mit der Bahnstrecke Northeim–Nordhausen verbunden.
Von Norden her betrachtet wird der erste Bereich der Stollenanlage bis zum 19. Querstollen als Nordwerk bezeichnet. Daran schließt sich der Bereich des ehemaligen Mittelwerks I an, im Süden liegt das ehemalige Mittelwerk II.
Die Gesamtlänge aller Grubenbaue im Kohnstein betrug im Mai 1945 etwa 20 Kilometer, insgesamt wurden mindestens 120.000 m² ausgeschachtet bei geplanten 750.000 m². Damit gehört die Stollenanlage im Kohnstein noch heute zu den größten unterirdischen Anlagen der Welt. Zusätzlich wurden ab 1944 für die Bauvorhaben B11 und B12 im Kohnstein große Stollenanlagen begonnen, die nur teilweise bis 1945 aufgefahren werden konnten, bzw. im Fall B11 abbaubedingt temporärer Natur waren.

## Geschichte
Es können vier Phasen des Stollenbaus von 1920–1945 gesehen werden: Bis 1936 mit Phase 1 Abbaustollen, bis 1937 16 Lagerkammern als Phase 2, bis 1943 und 27 Lagerkammern und Umwidmung zur Produktion sog. V1/V2 als Phase 3 sowie ab 1944 bis 1945 B11 und B12 als Phase 4.

### Bergbau und unterirdisches Treibstofflager
Ab 1917 ließ die Badische Anilin- & Soda-Fabrik (BASF) durch das Ammoniakwerk Merseburg mit ihrem Gipswerk Niedersachswerfen Sulfatgestein im Kohnstein abbauen. Bereits in den 1920er Jahren wurden Lager- und Abbaustollen angelegt. Deren Länge betrug bereits bis 200 m bei diversen Firsthöhen bis zum Jahr 1936 (Phase 1). Darin gewann man Material und konnte es siloartig im Berg bevorraten. Es entstand die Idee, über den Bau von Lagerkammern Material zugewinnen und zusätzliche Einnahmen zu generieren. Das bislang hauptsächlich im Tagebau geförderte Gestein sollte auch unter Tage durch Stollenvortrieb abgebaut werden und das daraus entstehende Stollensystem dem Deutschen Reich als unterirdisches Treibstofflager für die Wehrmacht dienen.
Dieser Vorschlag wurde durch das Reichswirtschaftsministerium positiv aufgenommen und die Umsetzung desselben der neugegründeten Wirtschaftlichen Forschungsgesellschaft mbH (WiFo) übertragen. Ab dem 16. Juli 1936 wurde durch 250 Fachkräfte mit den Arbeiten für ein Stollensystem begonnen. Bis September 1937 wurden zwei Fahrstollen, die durch zwölf Querstollen verbunden waren, fertiggestellt. Durch dieses Projekt erhielt die WiFo günstig unter Tage gelegene Lagerflächen und das Werk kostengünstig das abgebaute Gestein, das in Merseburg weiterverarbeitet wurde.
Dabei sollte im Lagerprojekt nicht nur an Fässer gedacht werden, sondern man experimentierte mit speziell ausgekleideten Betonbehältern, die zunächst nicht hinreichend erfolgreich mit Igelitfolie ausgekleidet worden waren. Dann kam es zum ersten Auftrag für Lagerstollen des Reiches (geheim), der 16 Lagerkammern bis 1937 umfasste (Phase 2).
Für das eigentliche Lagerprojekt mit 20.000 Tonnen Kapazität für Treibstoffe waren zwölf Kammern bei vier Zugangsstollen geplant. Der Auftrag „Sachsenberg“ mit 250.000 cbm wurde über die Wirtschaftlichen Forschungsgesellschaft mbH abgewickelt, auch die Lagerungsversuche wurden diversifiziert. Nunmehr auf Basis von Eisenbetonbehältern mit Beschichtungen, u. a. aus Ton und Material der Agfa Bitterfeld. Die Arbeiten wurden mit 280 Mann, Ausrüstung und dreischichtig begonnen. Die zwölf Kammern selbst waren mit 166 m Länge, einer Breite von 12 m und einer Höhe von 6 m geplant worden. Die Fahrstollen A und B kamen mit 535 m Länge, 9 m Breite und 6 m Höhe hinzu.
Es folgte ab März 1937 unmittelbar die Phase 3, die zusätzliche 27 Lagerkammern umfassen sollte und diverse Neuprofilierungen vorsah. Das Vorhaben wurde seitens der SS bewacht, eine SS-Wache wurde ab Juli 1937 im Gebäude Ni.47 untergebracht. Logistisch waren die Arbeiten mittels Schmalspurbahn mit sieben Dieselloks im Berg, fünf Dampfloks im Betriebsgelände, Bewetterung, Raupenbaggern usw. unterstützt. Die Ausbruchsmasse wurde mit 5,48 Reichsmark je cbm bezahlt. Auch Fremdarbeiter wurden eingesetzt, 1940 16 Italiener, bereits 1941 sollen es 46 Mann gewesen sein.
Die Zahl der eingesetzten Zwangsverpflichteten stieg auf rund 300 Personen (1944, Geilenbergprogramm, B11) an. Des Weiteren wurden viele Häftlinge (Tausende!) aus dem KZ Mittelbau-Dora und seinen Außenlagern (Hans, Harzungen) in den Vorhaben des Gipswerkes, wie B11, eingesetzt.

### Umbau zur Produktionsstätte für Rüstungsgüter

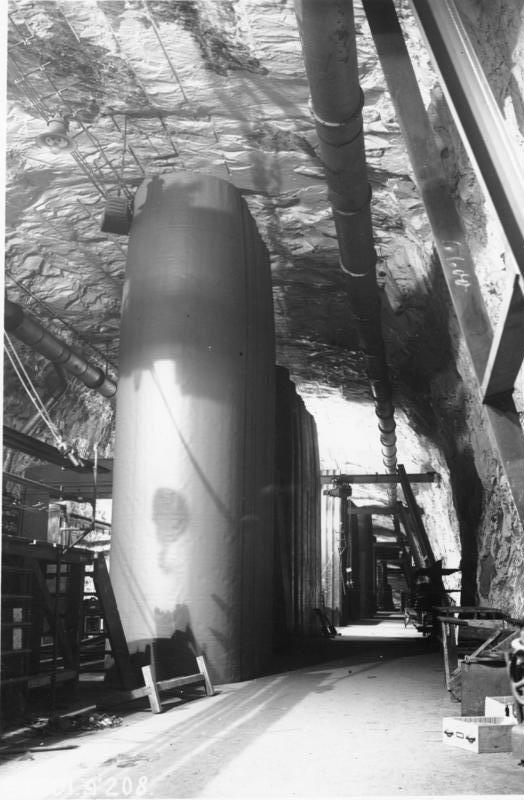
Kohnstein, Stollen für die Rumpfproduktion der V2, 1945

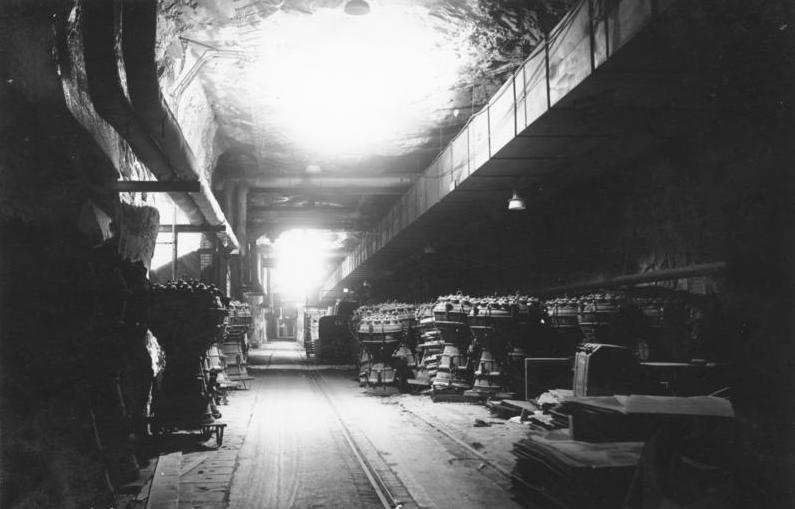
Haupttunnel der Stollenanlage im Kohnstein bei Niedersachswerfen, V2-Antriebsaggregate in der Fertigung des Mittelwerks, 1945

Nach der Bombardierung der Heeresversuchsanstalt Peenemünde durch die Operation Hydra der Royal Air Force (RAF) in der Nacht vom 17. zum 18. August 1943 trafen Adolf Hitler, Rüstungsminister Albert Speer und Reichsführer SS Heinrich Himmler die Entscheidung, die Herstellung der „V2“-Rakete sowie der „V1“-Flugbombe von Peenemünde unter Tage zu verlagern. Als künftiger Produktionsstandort wurde die bereits existierende Stollenanlage im Kohnstein ausgewählt, die durch KZ-Häftlinge schnellstmöglich zur Fabrik für Rüstungsgüter umgebaut werden sollte. Vom KZ Buchenwald wurde dazu ein Außenkommando mit der Tarnbezeichnung „Arbeitslager Dora“ ins Leben gerufen.
Der erste Häftlingstransport mit 107 Häftlingen erreichte den Kohnstein am 28. August 1943, zehn Tage nach der Zerstörung der Anlagen in Peenemünde. Mit dem Ausbau der Stollenanlage zur unterirdischen Raketenfabrik „Mittelwerk“ wurde die WiFo als Eigentümerin beauftragt; die Fertigung der Raketen nach den Vorgaben der Heeresversuchsanstalt Peenemünde wurde der Mittelwerk GmbH übertragen, die erst nachträglich am 24. September 1943 offiziell als Unternehmen gegründet wurde.
Der Umbau der Stollenanlage zur Produktionsstätte dauerte vom Spätsommer 1943 bis Anfang 1944. Allein bis Ende 1943 wurden insgesamt 11.000 KZ-Häftlinge zum Kohnstein verbracht. Es wurde nicht sofort mit der Waffenherstellung begonnen, sondern zunächst wurden die Böden in den Stollen betoniert, Straßen gebaut, Gleise verlegt, weitere Kammern angelegt und die großen Produktionsmaschinen eingebaut. Sämtliche Arbeiten wurden durch die Häftlinge ausgeführt, meist ohne besondere Transport- oder Hilfsmittel. Um einen Ausgang am Südhang des Kohnsteins zu schaffen, mussten KZ-Häftlinge zunächst den Fahrstollen A weiter ausbauen. In den Fahrstollen A und B wurden Eisenbahnschienen verlegt, um die für die Produktion benötigten Teile in den Berg sowie die fertiggestellten Raketen hinaustransportieren zu können. Die Häftlinge errichteten zudem einen Frachtenbahnhof nahe den südlichen Tunneleingängen sowie eine Eisenbahnbrücke über die Zorge, so dass das Stollensystem einen Gleisanschluss zur Bahnstrecke Northeim–Nordhausen erhalten konnte.
Bei Ankunft der ersten Häftlingsgruppe aus dem KZ Buchenwald im August 1943 gab es am Kohnstein noch keine Unterkünfte für die Häftlinge. Es existierten lediglich die Stollen des Treibstofflagers. Zunächst waren die Häftlinge provisorisch in einem Zeltlager am Kohnstein untergebracht und später unter inhumanen Bedingungen in der Stollenanlage selbst. Die Häftlinge wurden gezwungen, in den ersten vier Seitenkammern „Schlafstollen“ für sich einzurichten. Die meisten der Gefangenen, die bis Anfang 1944 in den Stollen eingesetzt waren, wurden von der SS rund um die Uhr in den Tunneln gehalten.
In den ersten Monaten starben bereits Tausende von ihnen an Entkräftung, Unterernährung, wegen der katastrophalen sanitären Bedingungen sowie an Lungenkrankheiten, hervorgerufen durch den Staub der Sprengungen. Diese erfolgten tagsüber und nachts, so dass nicht einmal ein geregelter Schlaf in den Stollen möglich war. Erst nach dem Anlaufen der V2-Produktion im „Mittelwerk“ wurde am Südhang des Kohnstein ein oberirdisches Häftlingslager errichtet (siehe KZ Mittelbau-Dora).
Eine 4. Phase des Stollenbaus im Kohnstein kann ab 1944 abgeleitet werden als große, neue Verlagerungsvorhaben, wie B11, B17 und B12 (Jäger-/Rüstungsstab) für Benzin, Flüssigsauerstoff, Räume, Fluggerät (Junkers), Raketen (B3), medizinische Einrichtungen usw. erbaut werden sollten. Die SS unter Leitung von Dr. Hanns Kammler leitete und kontrollierte über „Führungsstäbe“ an und rechnete insbesondere die Leistungen darüber ab.
Häftlinge aus dem KZ Mittelbau wurden also massiv hinzugezogen, so dass beispielsweise ein Trupp von vier Mann aus den Firmen etwa um zehn Häftlinge ergänzt worden ist. Übergabe der Häftlinge für das Bauvorhaben B11 fand vor dem Stollen (wahrscheinlich: Grenzstollen-d.A.) oder auf dem damaligen Platz an der Zorgebrücke statt. Hier sei exemplarisch das Vorhaben B11 am Kohnstein noch weiter skizziert:
Im Vorhaben B11 sollten plangemäß vom Juni 1944 bis Januar 1945 40 Kammern und Stollen mit ca. 50.000 m² fertig gestellt sein. Die Planungen mutierten in eine leiterartige Struktur mit insgesamt 90 Kammern á max. 65 Meter Länge, einer Kammerbreite von 12,5 Metern bei einer Höhe bis zur Kammersohle von 9,8 Metern, drei Haupterschließungsstollen, 13 Zugangsstollen (Gesamt). Die nutzbare Fläche gesamt sollte rund 101.000 Quadratmeter betragen, davon waren 12.700 Quadratmeter Verkehrsfläche. Diese Planungen konnten nur teilweise umgesetzt werden.

### Nutzung für „Mittelwerk“ und weitere Unternehmen
Die Produktion der V2 im „Mittelwerk“ unter dem Kohnstein begann im Januar 1944, ein halbes Jahr nach der Gründung des Außenkommandos „Arbeitslager Dora“. Bis die Raketenproduktion in den Tunneln im Frühjahr 1944 voll anlief, starb etwa ein Drittel der Häftlinge an den inhumanen Versorgungs- und Lebensbedingungen.
Während nach Einrichtung des benötigten Maschinenparks und Verlegung von Fachpersonal nach Niedersachswerfen die Produktion der Rüstungsgüter anlief, wurde das Stollensystem kontinuierlich erweitert. Im Schnitt waren etwa 5000 Häftlinge bei der V2-Montage unter Aufsicht von circa 3000 Zivilangestellten beschäftigt. Der Großteil der Häftlinge war jedoch nicht in der Raketenproduktion, sondern beim Stollenbau für die Untertageverlagerung weiterer Betriebe und dem Aufbau zusätzlicher Außenlager im Harz eingesetzt.
Im April 1944 musste die Mittelwerk GmbH auf Intervention des Rüstungsministeriums den nördlichen Teil der Stollenanlage im Kohnstein der Junkers Flugzeug- und Motorenwerke AG überlassen. Die Junkers-Werke ließen dort ab Mitte 1944 durch Zwangsarbeiter Strahltriebwerke produzieren. Ab Sommer 1944 wurden auch Zulieferbetriebe zum Schutz gegen Luftangriffe in den Kohnstein verlegt, und ab Januar 1945 auch die V1 produziert. In Relation zur V2-Produktion war die Fertigung der V1 im Mittelwerk jedoch eher unbedeutend, da die V1 im Gegensatz zur V2 an mehreren Standorten gefertigt wurde.
Des Weiteren ließ Heinkel seinen „Volksjäger“ Heinkel He 162 ab Herbst 1944 in der Stollenanlage fertigen. Weitere Projekte konnte die bereits voll ausgelastete Mittelwerk GmbH nicht mehr realisieren. Aufträge zur Produktion der Flugabwehrraketen „Taifun“ und „R4M“ kamen über die Testphase nicht mehr hinaus. Bis zur kriegsbedingten Einstellung der Raketenproduktion Ende März 1945 wurden insgesamt etwa 6000 V1-Raketen und ungefähr die gleiche Anzahl an V2-Waffen gefertigt. Aufgrund der kriegsbedingten Lage, fehlender Transportmöglichkeiten, Komponentenmangel, technischer Probleme und der immer geringer werdenden Treibstoffvorräte und Stromkapazitäten wurde die Raketenproduktion im März 1945 eingestellt.
Der noch Anfang 1945 ausgearbeitete Plan, ein riesiges Raketenzentrum in der Stollenanlage im Kohnstein zu etablieren, in dem etwa 30 Unternehmen der Raketenforschung als „Entwicklungsgemeinschaft Mittelbau“ tätig sein sollten, konnte kriegsbedingt nicht mehr umgesetzt werden und blieb daher eine Illusion.
Während der britischen Bomberangriffe am 3. und 4. April 1945 auf Nordhausen diente die Stollenanlage im Kohnstein als Schutzraum für die nähere Umgebung. Das bereits am Abend des 3. April evakuierte Stadtkrankenhaus Nordhausen zog am 8. April in die Stollen um. Ab 3./4. April flüchteten auch viele Tausende Nordhäuser in die ehemalige Raketenfabrik.

### Geschichte der Stollen nach Kriegsende
Nach der Befreiung des KZ Mittelbau-Dora am 11. April 1945 sicherten britische und amerikanische Spezialeinheiten Material und Maschinen aus dem Mittelwerk.
Nach der Ausschlachtung der technischen Anlagen durch die Alliierten plante die sowjetische Militärverwaltung, die am 1. Juli 1945 Thüringen von der US-Armee übernommen hatte, das komplette Stollensystem im Sommer 1947 mit 196 Waggonladungen Altmunition und Sprengstoff zu sprengen? Das konnte auf Betreiben der Leitung der SAG für Mineraldünger, Generaldirektor Batmanov sowie über die SMAD verhindert werden. Ein sachkundiger Sprengingenieur, Friedrich Weichelt aus Halle (Saale), wurde eingesetzt. Die B11 und Grenzstollen-Wirksprengungen fanden im Zeitraum von April bis Ende Juli 1947 statt.
Am 28. Juli 1947 sollte noch mit 179.500 kg Sprengstoff eine Zerstörung in dem Bereich durchgeführt werden. Durch technisches Versagen oder Beeinflussung explodierten lediglich 48.500 kg Sprengstoff, die getroffenen Schutzmaßnahmen wirkten. Schon am 30. Juli wurden die restlichen 131 Tonnen nachgezündet, aber es explodierten wiederum nicht alle Sprengstoffe, deutschen und russischen Munitionsreste.
Im Jahr 1949 wurden dann, offenbar beginnend an der Nordflanke von Nord- bzw. Mittelwerk Eingänge und Kammern von „FAU-2“ gesprengt. An vier Punkten über mindestens drei Kammern, so dass diese Anlage grundsätzlich nicht mehr genutzt werden konnten. Sprengungen fanden auch am 15. und 20. Februar 1949 sowie 15. April und 13. Mai 1949 dort statt.
Nach der Wiederaufnahme des Anhydrit-Bergbaus am Kohnstein wurden die an der Nordseite des Berges gelegenen C- und D-Bereiche der Stollenanlage in den 1970er-Jahren wieder aufgefahren. Die C-Stollen dienten als belüftetes, später drei Räume als zwangsgekühltes Gemüselager. Die Bergtemperatur von 8 °C bei einer relativen Luftfeuchte von 60 % erlaubte Getreidelagerung und Lagerung von Schrauben und ähnlichem für das Fernmeldewerk.
Der Bereich des D-Stollens diente als Kartoffellager. Vom C-Bereich über den Lüftungsschacht waren der A- und der B-Bereich völlig trocken und begehbar. Die 160 Meter langen ehemaligen Produktionskammern waren teils eingestürzt (von neun Metern Firsthöhe war etliches herabgestürzt). Nach den Demontagen waren nur Luftkanäle, Werkbänke und z. B. ein Glühofen auffällig.
Nach der Wende in der DDR 1989 wurde die früher am Eisernen Vorhang gelegene Stollenanlage zum Schauplatz zahlreicher Plünderungen durch Schatzsucher und Trophäensammler, die sich Einlass über den ungesicherten Zugang des Anhydrit-Bergwerkes im nördlichen Teil des Kohnsteins verschafften. Devotionaliensammler und Hobbyarchäologen stahlen zwischen 1993 und 1998 geschätzte 70 Tonnen Material aus dem ehemaligen Mittelwerk. Seit 2004 ist der Hintereingang zur Stollenanlage versperrt, sodass es kaum noch Plünderungen gibt.

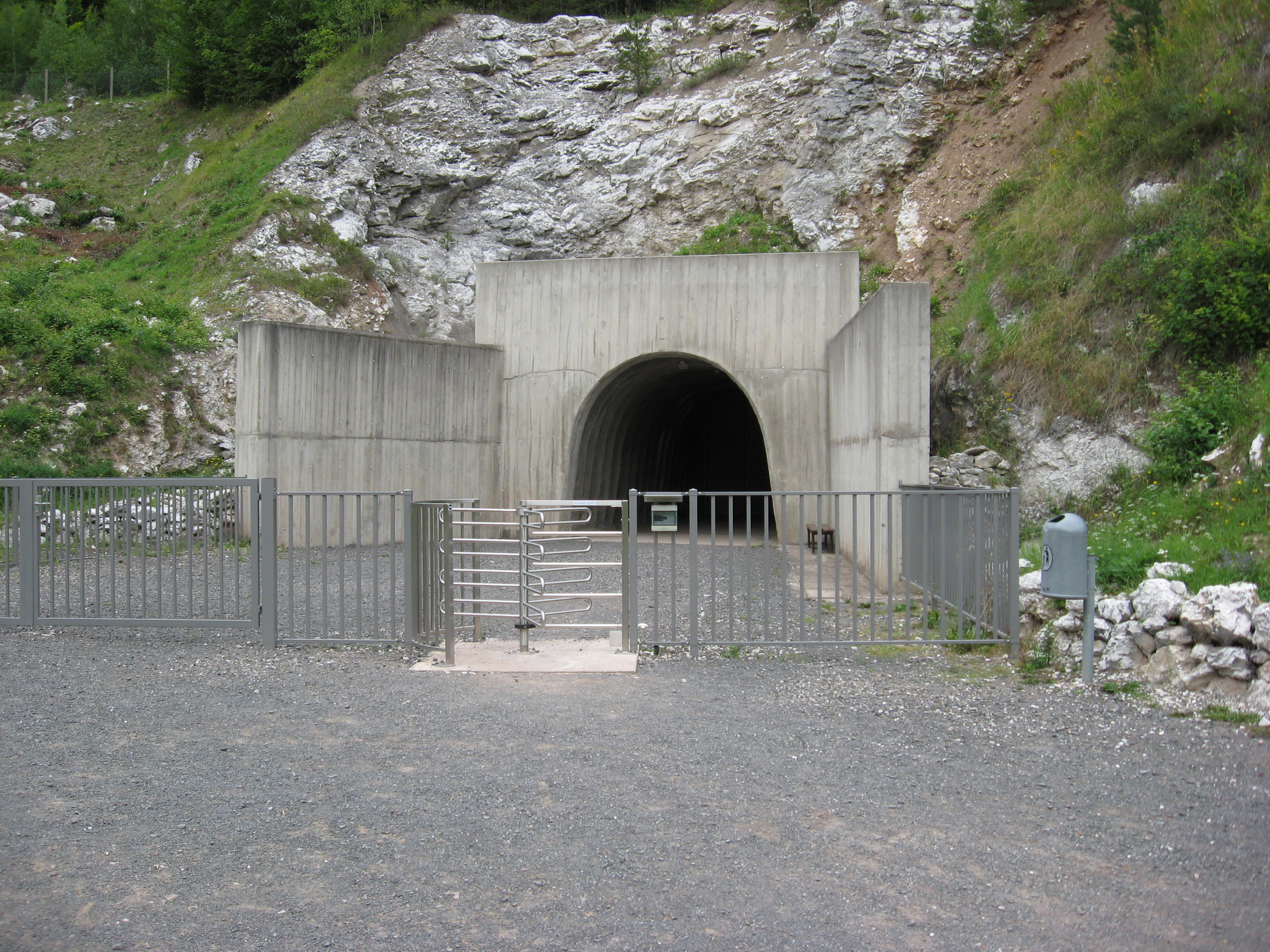
Heutiger Zugang zum Stollensystem im Kohnstein

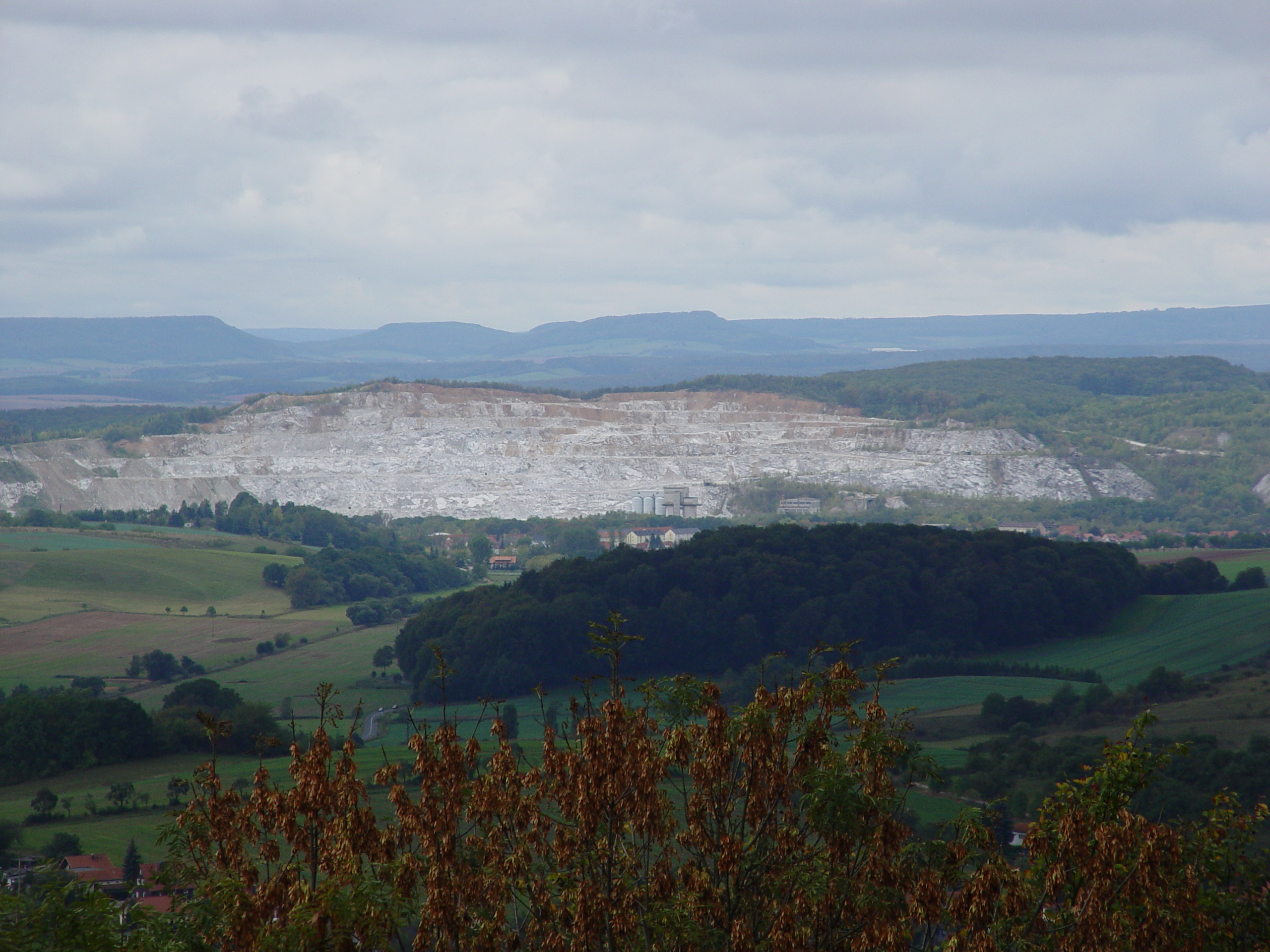
Anhydrit-Abbau am Kohnstein

Für öffentliche Besucher blieb das Stollensystem im Kohnstein hingegen bis zur Deutschen Wiedervereinigung verschlossen. Zwischen 1988 und 1991 wurde im Zuge der Neugestaltung der KZ-Gedenkstätte Mittelbau-Dora ein neuer Zugangsstollen zur Stollenanlage angelegt, die Bauarbeiten waren 1994 endgültig beendet. Durch Mitarbeiter der Gedenkstätte des KZ Mittelbau-Dora sind seit 1995 Führungen durch einen kleinen Teil des Stollensystems möglich.

### Konflikte mit der Anhydritförderung
Während die Stollenanlage in das Konzept der KZ-Gedenkstätte Mittelbau-Dora einbezogen ist, wurde am Kohnstein weiterhin Anhydrit gefördert. Dabei verfolgen Denkmalschutz und Industrie mitunter unterschiedliche Interessen.
Über die Treuhandanstalt kam der Kohnstein am 30. September 1992 in den Besitz des privaten bayerischen Bergwerksunternehmens Wildgruber (WICO), das die Anhydritvorkommen durch die FBM Baustoffwerk Wildgruber GmbH & Co Anhydritwerke KG mit Sitz in Niedersachswerfen ausbeuten ließ. Dabei erwarb Wildgruber nur den Berg, nicht aber das Stollensystem und die darin verbliebenen Überreste des Mittelwerks. Es war geplant, das Tunnelsystem unter Denkmalschutz zu stellen und das darin verbliebene Material (verrostete Raketenteile etc.) zu inventarisieren. In dem Kaufvertrag wurde auch festgeschrieben, dass Wildgruber (WICO) beim Anhydritabbau eine Schutzschicht von 50 m zum Stollensystem zu beachten hatte. Dieser Umstand führte zu Konflikten zwischen dem Betrieb, der um die Wirtschaftlichkeit seines Unternehmens besorgt war, und der Denkmalschutzbehörde sowie ehemaligen KZ-Häftlingen, die den Schutz des Stollensystems forderten.
Im Dezember 2002 musste Wildgruber Konkurs anmelden und das Gipswerk am Kohnstein schließen. Im Februar 2004 übernahm die Firma Knauf Gips die WICO und damit auch 72 % der Anteile am Steinbruch im Kohnstein. Mit den neuen Eigentümern wurde eine Einigung über die Erhaltung der historischen Stollen erzielt.
Ab 1992 konnte der Unterwasserarchäologe Willi Kramer erstmals im Auftrag des Landes Thüringen provisorisch die Überreste des Mittelwerks im durch Grundwasser überfluteten Stollensystem in Tauchgängen sichten. Zwischen 1993 und 1998 untersagte der Bergwerksbetreiber Helmut Wildgruber mit Hinweis auf sein Hausrecht jegliche Forschungstätigkeiten Kramers im Kohnstein, obwohl die Überreste des Mittelwerks thüringisches Eigentum sind. 1998 wurde das gesamte System durch Kramer im Auftrage des Landes Thüringen vermessen und das noch vorhandene Inventar dokumentiert.